# 倫巴達☆RANMA
《倫巴達☆RANMA》（乱馬ダ☆RANMA）是日本聲優組合亂馬的歌劇團御一行樣的單曲。1990年4月21日由Pony Canyon發行。

## 解說
標題曲「倫巴達☆RANMA」是富士電視台電視動畫《亂馬1/2 熱鬥篇》的第2代片頭主題曲，由動畫《亂馬1/2》的角色聲優組成的聲優組合亂馬的歌劇團御一行樣主唱、對白。使用時間從1990年4月27日（第24話）至同年8月3日（第38話）為止。
收錄單曲方面，A面歌曲「倫巴達☆RANMA」這個曲名和作風的靈感來自1980年代當時南美洲流行倫巴達（或譯作朗巴德）的舞蹈音樂。而日文寫法是念作（羅馬字：Ranbada、英語：Lambada，即倫巴達舞的意思）；不是寫作和念作（因此Ranma da Ranma是誤讀）。至於B面收錄歌曲是同名電視動畫的片頭主題歌曲「Little☆Date」（ribbon原唱）的翻唱版，由聲優組合「帶子」進行翻唱，「帶子」這個名稱是《亂馬1/2》的登場角色早乙女亂馬〈女生型態〉、天道茜及珊璞共3位角色的聲優所組成。
1992年10月21日發行的動畫CD原聲帶《亂馬1/2 格鬥歌牌》收錄了追加新的聲優陣容的重製版，曲名也從「倫巴達☆RANMA」改成「倫巴達☆RANMA '92」。

## 參加聲優
※粗體字表示說明初期參加的角色。通常體字表示說明「倫巴達☆RANMA '92」加入的角色。
| - 山口勝平（早乙女亂馬） - 林原惠（早乙女） - 日高範子（天道茜） - 緒方賢一（早乙女玄馬） - 大林隆介（天道早雲） - 高山南（天道靡） - 井上喜久子（天道霞） - 佐久間玲（珊璞） - 山寺宏一（響良牙、咒泉鄉嚮導） - 永井一郎（八寶齋） - 麻生美代子（可倫） - 鈴置洋孝（九能帶刀） - 島津冴子（九能小太刀） - 井上和彥（三千院帝） - 松井菜櫻子（白鳥梓、與太郎） - 關俊彥（沐絲） | 「倫巴達☆RANMA '92」參加角色。 - 鶴弘美（久遠寺右京） - 山田榮子（紅翼） - 小林優子（蘭蘭） - 仁內建之（校長） - 千葉繁（猿隱佐助） - 島田敏（大文字煎太郎） - 京田尚子（婆婆） - 三田友子（玲玲、畢考克·珊普兒夫人） - 青野武（博弈王金） - 吉村傭（貓魔鈴） |  |

## 收錄歌曲
所有歌曲由川井憲次編曲。
1. 倫巴達☆RANMA
  - 作詞：亂馬的歌劇團文藝部，作曲：川井憲次
  - 富士電視台電視動畫《亂馬1/2 熱鬥篇》、PC EngineCD-ROM²遊戲《亂馬1/2》片尾主題曲
2. Little★Date（日语：リトル☆デイト）
  - 作詞：三浦德子，作曲：後藤次利
3. 倫巴達☆RANMA (off vocal)
4. Little★Date (off vocal)